# Status quo
Status quo (lat. trenutačno stanje) označava postojeće (trenutno) stanje, zapravo stanje u državi. Termin se uglavnom koristi u diplomaciji gdje se obje stranke obvezuju da će poštovati status quo. Druga mogućnost je "in statu quo res erant ante bellum" (u stanje kao što stvar bijaše prije rata) "kada se sve vraća u stanje u situaciju prije rata".
Političari se ponekad pozivaju na status quo. Čest je slučaj politika namjerne dvosmislenosti, pozivanje na status quo, radije nego na formaliziranje statusa. Clark Kerr je jednom prilikom rekao: "Status quo je jedino rješenje na koje se ne može staviti veto", što znači da ne može jednostavno biti odlučeno protiv, akcije moraju biti poduzete ako se želi (nešto) promijeniti.